# Marsdenia secamonoides
Marsdenia secamonoides är en oleanderväxtart som först beskrevs av Rudolf Schlechter, och fick sitt nu gällande namn av R. Omlor. Marsdenia secamonoides ingår i släktet Marsdenia och familjen oleanderväxter. Inga underarter finns listade i Catalogue of Life.